# Болбас, Максим Фёдорович
Максим Фёдорович Бо́лбас (бел. Максім Фёдаравіч Болбас; 1 июля 1918, Слободка, Бобруйский уезд — 1 апреля 1997, Брест) — советский и белорусский учитель, экономист, историк. Доктор экономических наук (1984), профессор (1985).

## Биография
Родился в крестьянской семье 1 июля 1918 года в деревне Слободка (ныне — в Бобруйском районе Могилёвской области). В 1948 году окончил Белорусский государственный университет.
В 1934—1941 годы учительствовал в школах Кличевского района Могилёвской области (Белорусская ССР) и в Камчатской области (РСФСР).
Участник Великой Отечественной войны. Был членом Брожского подполья, затем — партизан отряда имени С. М. Кирова 37-й бригады имени А. Я. Пархоменко (Минская область). По воспоминаниям М. Храпко и Ф. Цапко, «трудно было найти в отряде более смелого парня. Он участвовал в одиннадцати боях по разгрому вражеских гарнизонов, ходил на „железку“, взорвал четыре автомашины с солдатами, дважды был ранен».
С 1944 года — директор школ в Барановичской области, преподаватель Бобруйского педагогического училища, Белорусской сельскохозяйственной академии, старший научный сотрудник Института экономики Академии наук Белорусской ССР.
В 1962 году защитил кандидатскую диссертацию (Институт экономики АН Белорусской ССР; «Формы и стадии развития промышленности в дореформенной Белоруссии»). В 1984 году защитил докторскую диссертацию (Московский институт народного хозяйства им. Г.В. Плеханова; «Развитие промышленности в Белоруссии (1795—1900 гг.)»).
С 1967 года в Брестском инженерно-строительном институте; в 1979—1984 годы — заведующий кафедрой политической экономии.
В 1985 году награждён орденом Отечественной войны 1-й степени.

## Научная деятельность
Исследовал экономическую историю Беларуси, вопросы развития белорусской промышленности в дореволюционный период.

### Избранные труды
- Болбас М. Ф. Промышленность Белоруссии, 1860—1900 гг. — Минск : Изд-во БГУ, 1978. — 312 с.
- Болбас М. Ф. Развитие промышленности в Белоруссии (1795—1861 гг.). — Минск : Наука и техника, 1966. — 268 с.
- Болбас М. Ф., Кіштымаў А. Л. Помнікі навукі і тэхнікі Беларусі. — Мінск : Полымя, 1990. — 12 с.
- Прамысловасць дарэвалюцыйнай Беларусі / аўтар-складальнік М. Ф. Болбас. — Мінск : Беларуская савецкая энцыклапедыя, 1988. — 320 с.
- Болбас М. Ф. Формы и стадии развития промышленности в дореформенной Белоруссии : автореф. дис. … канд. экон. наук / Академия наук Белорусской ССР, Ин-т экономики.
- Болбас М. Ф. Развитие промышленности в Белоруссии (1795—1900 гг.) : Дис. … д-ра экон. наук: (08.00.03) / Моск. ин-т нар. хоз-ва им. Г.Плеханова. — Брест, 1982. — 377 с.[5]